# Kúvingafjall
De Kúvingafjall is een berg die ligt op het eiland Kunoy, Faeröer. De berg heeft een hoogte van 830 meter.